# Tiberiu Căpușă
Tiberiu Ionuț Căpușă (Bacău, 6 aprile 1998) è un calciatore rumeno, difensore dell'Hermannstadt.

## Caratteristiche tecniche
È un terzino destro.

## Carriera
Cresciuto nel Bacău e nell'Academia Hagi, inizia la propria carriera professionistica nel 2017 con la maglia del Viitorul Costanza, con cui debutta fra i professionisti il 25 ottobre 2017 in occasione dell'incontro di Cupa României vinto 4-2 contro il CSM Reșița. Nell'estate del 2018 passa in prestito all'Universitatea Cluj dove disputa 15 incontri in Liga II mentre la stagione successiva nonostante l'iniziale conferma in rosa viene impiegato solo in 4 occasioni dal club nerazzurro. Il 28 agosto 2020 viene ceduto in prestito al Chindia Târgoviște.

## Statistiche
Statistiche aggiornate al 5 febbraio 2021.

### Presenze e reti nei club
| Stagione                 | Squadra                  | Campionato               | Campionato | Campionato | Coppe nazionali | Coppe nazionali | Coppe nazionali | Coppe continentali | Coppe continentali | Coppe continentali | Altre coppe | Altre coppe | Altre coppe | Totale | Totale | Totale |
| Stagione                 | Squadra                  | Comp                     | Pres       | Reti       | Comp            | Pres            | Reti            | Comp               | Pres               | Reti               | Comp        | Pres        | Reti        | Pres   | Reti   |        |
| ------------------------ | ------------------------ | ------------------------ | ---------- | ---------- | --------------- | --------------- | --------------- | ------------------ | ------------------ | ------------------ | ----------- | ----------- | ----------- | ------ | ------ | ------ |
| 2017-2018                | Viitorul Costanza        | L1                       | 5          | 0          | CR              | 2               | 0               |                    | -                  | -                  |             | -           | -           | 7      | 0      |        |
| 2018-2019                | Universitatea Cluj       | L2                       | 15         | 0          | CR              | 1               | 0               |                    | -                  | -                  |             | -           | -           | 16     | 0      |        |
| 2019-2020                | Viitorul Costanza        | L1                       | 4          | 0          | CR              | 0               | 0               |                    | -                  | -                  |             | -           | -           | 4      | 0      |        |
| Totale Viitorul Costanza | Totale Viitorul Costanza | Totale Viitorul Costanza | 9          | 0          |                 | 2               | 0               |                    | -                  | -                  |             | -           | -           | 11     | 0      |        |
| 2020-2021                | Chindia Târgoviște       | L1                       | 17         | 1          | CR              | 1               | 0               |                    | -                  | -                  |             | -           | -           | 18     | 1      |        |
| Totale carriera          | Totale carriera          | Totale carriera          | 41         | 1          |                 | 4               | 0               |                    | -                  | -                  |             | -           | -           | 45     | 1      |        |

### Cronologia presenze e reti in nazionale
| Cronologia completa delle presenze e delle reti in nazionale ― Romania | Cronologia completa delle presenze e delle reti in nazionale ― Romania | Cronologia completa delle presenze e delle reti in nazionale ― Romania | Cronologia completa delle presenze e delle reti in nazionale ― Romania | Cronologia completa delle presenze e delle reti in nazionale ― Romania | Cronologia completa delle presenze e delle reti in nazionale ― Romania | Cronologia completa delle presenze e delle reti in nazionale ― Romania | Cronologia completa delle presenze e delle reti in nazionale ― Romania |
| Data                                                                   | Città                                                                  | In casa                                                                | Risultato                                                              | Ospiti                                                                 | Competizione                                                           | Reti                                                                   | Note                                                                   |
| ---------------------------------------------------------------------- | ---------------------------------------------------------------------- | ---------------------------------------------------------------------- | ---------------------------------------------------------------------- | ---------------------------------------------------------------------- | ---------------------------------------------------------------------- | ---------------------------------------------------------------------- | ---------------------------------------------------------------------- |
| 6-6-2021                                                               | Ploiești                                                               | Inghilterra                                                            | 1 – 0                                                                  | Romania                                                                | Amichevole                                                             | -                                                                      | 66’                                                                    |
| Totale                                                                 |                                                                        | Presenze                                                               | 1                                                                      |                                                                        | Reti                                                                   | 0                                                                      |                                                                        |